# Lijst van heersers van Mantua
Hieronder volgt een lijst van heersers van Mantua.
In 1276 werd Pinamonte Bonacolsi capitano generale perpetuo (“eeuwig kapitein generaal”) van Mantua. Feitelijk betekende dit, dat hij soeverein heer werd, en dus dat Mantua een soevereine staat werd. De titel kapitein-generaal werd tot 1432 (in 1328 was de familie Gonzaga aan de macht gekomen) door de heren van Mantua gedragen, toen het gebied tot markgraafschap verheven werd. Een kleine eeuw later, in 1530 verwierf Federico II Gonzaga de hertogstitel. In 1533 werd hij bovendien markgraaf van Montferrat.
In 1708 overleed de hertog Ferdinando Carlo Gonzaga zonder wettige nakomelingen en werd Mantua ingelijfd bij het hertogdom Milaan. Daarmee kwam het feitelijk onder Oostenrijks bestuur.

## Huis Bonacolsi
- 1276 – 1291 : Pinamonte, kapitein-generaal van Mantua
- 1291 – 1299 : Bardellone
- 1299 – 1309 : Guido (I)
- 1309 – 1328 : Rainaldo

## Huis Gonzaga
- 1328 – 1360 : Luigi I, podestà van Mantua 1318, kapitein-generaal 1328
- 1360 – 1369 : Guido (II)
- 1369 – 1382 : Luigi II
- 1382 – 1407 : Francesco I
- 1407 – 1444 : Gianfrancesco I, vanaf 1432 markgraaf (marchese)
- 1444 – 1478 : Luigi III de Turk
- 1478 – 1484 : Federico I
- 1484 – 1519 : Francesco II
- 1519 – 1540 : Federico II, vanaf 1530 hertog
- 1540 – 1550 : Francesco III
- 1550 – 1587 : Guglielmo I
- 1587 – 1612 : Vincenzo I
- 1612 : Francesco IV
- 1612 – 1626 : Ferdinando
- 1626 – 1627 : Vincenzo II

## Huis Gonzaga-Nevers
- 1627 – 1637 : Carlo I
- 1637 – 1665 : Carlo II
- 1665 – 1708 : Ferdinando Carlo I/Carlo III

In 1708 werd Mantua geannexeerd door Milaan.